# スタニスワフ・スカルスキ

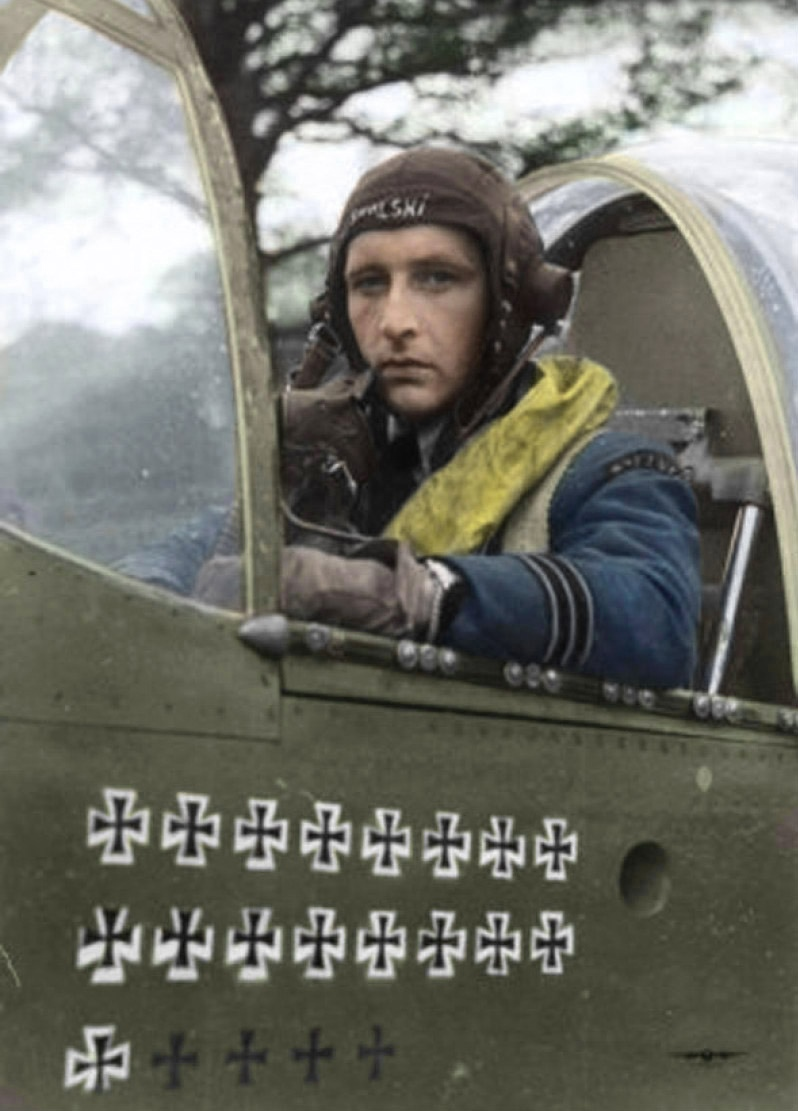
スタニスワフ・スカルスキ

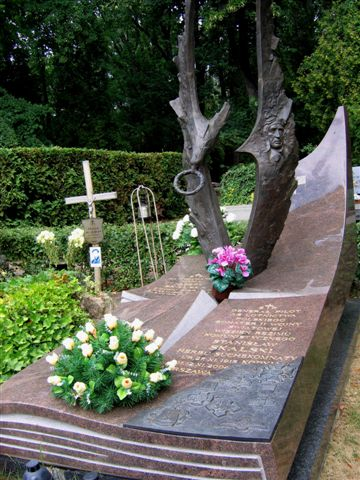
Stanisław Skalski's monument, Warsaw (Poland), July 30, 2006

スタニスワフ・スカルスキ(ポーランド語:Stanisław Skalski、1915年10月27日 - 2004年11月12日)は第二次世界大戦のエース・パイロットであり、ポーランド空軍の将軍である。

## 生涯
スカルスキはオデッサ近くの街コーディマ(Кодима)で1915年10月27日に生を受けた。1936年にデンブリン(Dęblin)の航空士官候補生学校に入学、1938年8月に任官し、トルンにある第142戦闘機中隊に配属された。ナチス・ドイツによるポーランド侵略の始まった1939年9月1日の午前5時32分にドイツのヘンシェルHs 126偵察機を撃墜したのが彼の栄光の記録の始まりとなった。またこれはおそらく第二次世界大戦の最初の撃墜記録である。1939年9月のうちにスカルスキは6機のドイツ機撃墜記録(5機単独撃墜、1機共同撃墜)を挙げた。9月17日にソ連がポーランド侵略を開始すると、彼は当時中立国だったルーマニアを経てフランスに到着したが、1940年の初めに志願してイギリスへ渡った。
1940年7月に始まったバトル・オブ・ブリテンでは第501戦闘機中隊に所属し、その後第303戦闘機中隊、第306戦闘機中隊に転属、次に第317戦闘機中隊長となった。この期間に6機(そのうち少なくとも2機はBf109)の撃墜記録を挙げた。1943年10月にはポーランド人の精鋭を集めて作られたポーランド戦闘機チーム(PFT)を創設し、そのリーダーとなった。この部隊は｢スカルスキのサーカス(Skalski's Circus)｣と呼ばれた。PFTはトリポリタニア(現リビア)やシチリア島で戦った。その後第601戦闘機中隊長を務めて、ノルマンディー上陸作戦の直前には第133航空団の司令となった。1944年9月には実戦勤務を終えてアメリカの指揮幕僚学校に配属された。スカルスキは第二次世界大戦で最も多い撃墜記録を挙げたポーランド人エース･パイロットで、22機の撃墜が公認されている(その他に不確実1機)。
ヨーロッパでの第二次世界大戦が終わると、スカルスキはイギリス空軍から高い地位の役職を提示されたが、熟慮のあげくソ連の支配下に入っている祖国に帰ることにした。1947年にポーランドに戻り、ポーランド空軍に勤務した。しかし1948年に彼はスターリニズムの政権にスパイ容疑で逮捕されてしまった。拷問を受けたあと起訴され、死刑を宣告されて3年を獄中で過ごした。その後減刑され終身刑となった。1953年スターリンが死ぬとポーランドでも徐々に政治方向が変わり、1956年にゴムウカが政権につくとスカルスキは釈放され、すぐにポーランド空軍への復帰が許された。1968年5月20日には空軍での仕事のほかにポーランド飛行クラブAeroklub Polski(1911年創立でポーランド各地に支部を持つ同好会)の会長となった。軍職は1972年に引退した。1988年5月15日にスカルスキは准将の位を授与された。彼は2004年11月12日にワルシャワで死去した。

## スカルスキの著書
- Stanisław Skalski Czarne krzyże nad Polską 1957 （ポーランド語）